# Psimada javanna
Psimada javanna là một loài bướm đêm trong họ Noctuidae.